# Mosnes
Mosnes település Franciaországban, Indre-et-Loire megyében. Lakosainak száma 815 fő (2022. január 1.). Mosnes Cangey, Chargé, Rilly-sur-Loire, Souvigny-de-Touraine, Vallières-les-Grandes és Veuzain-sur-Loire községekkel határos.

## Népesség
A település népességének változása:
| Lakosok száma | 639  | 675  | 677  | 757  | 742  | 787  | 804  | 806  | 809  | 815  |
|               | 1968 | 1982 | 1990 | 2006 | 2013 | 2015 | 2017 | 2019 | 2020 | 2022 |